# Pere Rodríguez Marià
Pere Rodríguez Marià (Barcelona, 1921) Gimnasta i directiu.
Gimnasta que començà a formar part de l'equip catala el 1942, amb el qual aconseguí, com a capità, el Campionat d'Espanya i un segon lloc individual el 1944. El mateix any fou també campió de Catalunya d'anelles i cavall amb arcs i segon en barra fixa. El 1945 va agafar el relleu provisional de Carles Comamala quan aquest va deixar la presidència de la Federació Catalana de Gimnàstica i l'any següent va ser nomenat oficialment president, càrrec que va ocupar fins al 1956. Sota el seu mandat es van disputar uns campionats universitaris a Barcelona i els Campionats d'Espanya en primera i segona categories. També impulsà la gimnàstica d'aparells femenina i l'obertura internacional que culminà amb el Gran Premi Internacional de Barcelona. Posteriorment fou vicepresident de la Federació Espanyola (1965-75). Rebé la medalla Forjadors de la Història Esportiva de Catalunya el 1993.